# Don Henderson
Don Henderson (Leytonstone, Londen, 10 november 1932 - Warwick, Warwickshire, 22 juni 1997) was een Engels acteur.
Henderson speelde mee in meer dan 90 producties. Hij debuteerde in de jaren 60 in de dramaserie Crossroads. Gedurende de jaren 70 en 80 verscheen hij in vele televisieseries. Zo speelde hij gastrollen in onder meer Dixon of Dock Green, Softly Softly, Dick Turpin en Doctor Who. Ook speelde hij in vele films, waaronder in Star Wars, Brannigan, Brazil en Carry on Columbus.
Van 1979 tot aan zijn dood was hij getrouwd met actrice Shirley Stelfox. Henderson overleed op 64-jarige leeftijd aan keelkanker.

## Filmografie
- Crossroads Televisieserie - Mr. Black (Afl. onbekend, 1964)
- A Midsummer Night's Dream (1968) - Rol onbekend
- The Protectors Televisieserie - Walters (Afl., Disappearing Trick, 1972)
- Softly Softly Televisieserie - McKay (Afl., The Loudmouth, 1973)
- New Scotland Yard Televisieserie - Harry Watson (Afl., My Boy Robby?, 1973)
- Barbara of the House of Grebe (Televisiefilm, 1973) - Zwerver
- Wessex Tales Televisieserie - Zwerver (Afl., Barbara of the House of Grebe, 1973)
- Callan (1974) - George
- Footsteps (1974) - Politieman
- Dixon of Dock Green Televisieserie - Radford (Afl., Snout, 1974)
- New Scotland Yard Televisieserie - Warner (Afl., A Man of His Word, 1974)
- Armchair Cinema Televisieserie - Klerenkast in stripclub (Afl., Regan, 1974)
- Thriller Televisieserie - Boz (Afl., A Killer in Every Corner, 1974)
- Crown Court Televisieserie - DI/DS Buzzard (Afl., Minnie, 1974|Triangle, 1974)
- Abby (1974) - Flip
- The Ghoul (1975) - The Ghoul
- Brannigan (1975) - Geef
- Comedy Playhouse Televisieserie - De tussenpersoon (Afl., For Richer...For Poorer, 1975)
- Softly Softly Televisieserie - Thompson (Afl., High Life, 1975)
- Poldark Televisieserie - Tom Carne (Episode 1.2 t/m 1.5, 1975)
- Warship Televisieserie - MAA Heron (18 afl., 1973-1976)
- Angels Televisieserie - Rol onbekend (Afl., Legacies, 1976)
- Voyage of the Damned (1976) - Rol onbekend
- Three Piece Suite Televisieserie - Castlid (Afl., Hearts and Flowers/Screen Night/Brief Encounter, 1977) (Segment 'Hearts and Flowers)
- Star Wars (1977) - Generaal Taggi
- Play for Today Televisieserie - Rol onbekend (Afl., Campion's Interview, 1977|One Day at a Time, 1977)
- Crossed Swords (1977) - Gezette woesteling
- The XYY Man Televisieserie - DS George Bulman (13 afl., 1976-1977)
- Ripping Yarns Televisieserie - Sgt. Majoor (Afl., Across the Andes by Frog, 1977)
- Crown Court Televisieserie - Arthur Barnard (Afl., A Place to Stay, 1977)
- The Big Sleep (1978) - Lou
- Play of the Month Televisieserie - Mercier (Afl., Danton's Death, 1978)
- Scorpion Tales Televisieserie - Rol onbekend (Afl., Easterman, 1978)
- Dick Turpin Televisieserie - Tom Bracewell (Afl., The Champion, 1979)
- The Island (1980) - Rollo
- The Enigma Files Televisieserie - Prins (Afl., Dead Reckoning, 1980)
- The Onedin Line Televisieserie - Kapitein Calder (Afl., Guilty - In All Innocence, 1980)
- Play for Today Televisieserie - Tokkotai (Afl., The Kamikaze Ground Staff Reunion Dinner, 1981)
- Strangers Televisieserie - DS/DI/DCI George Bulman (32 afl., 1978-1982)
- The Boy Who Won the Pools Televisieserie - Mr. Baverstock (10 afl., 1983)
- Jemima Shore Investigates Televisieserie - Rol onbekend (Afl., A Chamber of Horrors, 1983)
- Spyship Televisieserie - Fielding (Afl. onbekend, 1983)
- Squaring the Circle (Televisiefilm, 1984) - Kuron
- The Master of Ballantrae (Televisiefilm, 1984) - Hicks
- Annika (Mini-serie, 1984) - Petes vader
- Billy the Kid and the Green Baize Vampire (1985) - The Wednesday Man
- Murder Elite (1985) - Sergeant Jessop
- Brazil (1985) - Eerste Zwarte Maria bewaker
- Dead Head Televisieserie - Inspecteur Malcolm (Afl. onbekend, 1986)
- Dempsey & Makepeace Televisieserie - Dan (Afl., Guardian Angel, 1986)
- Out of Order (1987) - Automobilist
- The Secret World of Polly Flint (Televisiefilm, 1987) - Oude Mazy
- Bulman Televisieserie - George Bulman (20 afl., 1985-1987)
- Knights of God Televisieserie - Colley (6 afl., 1987)
- Doctor Who Televisieserie - Gavrok (Afl., Delta and the Bannermen: Part 1 t/m 3, 1987)
- Maigret (Televisiefilm, 1988) - Barge Kapitein
- Blanc de Chine (1988) - Malcolm
- Dramarama Televisieserie - De Grote Callisto (Afl., Now You See Them, 1988)
- Last of the Summer Wine Televisieserie - Charlie (Afl., Dancing Feet, 1988)
- The Adventures of Baron Munchausen (1988) - Commandant
- Making Out Televisieserie - Mr. Beachcroft (Episode 1.1, 1989)
- Minder Televisieserie - Billy Lynch (Afl., Fiddler on the Hoof, 1989)
- Jumping the Queue (Televisiefilm, 1989) - Huw Jones
- Tank Malling (1989) - Percy
- The BFG (1989) - Bloodbottler/Fleshlumpeater/Sergeant (Stem)
- The Paradise Club Televisieserie - Frank Kane (20 afl., 1989-1990)
- The Fool (1990) - Bob
- How's Business (1991) - Mr. Bailey
- Boon Televisieserie - Don Jakes (Afl., Two Men in a Vault, 1991)
- Merlin of the Crystal Cave (Televisiefilm, 1991) - Galapas
- Black and Blue (Televisiefilm, 1992) - Daddy Brett-Smith
- Moon and Son Televisieserie - Ron (Afl., SOS from a Gemini, 1992)
- My Friend Walter (Televisiefilm, 1992) - Bertie Borrowbill
- Carry on Columbus (1992) - The Bosun
- 2point4 Children Televisieserie - Frank (Afl., One Night in Bangkok, 1992)
- As You Like It (1992) - The Dukes
- The New Statesman Televisieserie - Brigadier Miljanic (Afl., A Bigger Splash, 1992)
- Tomorrow Calling (Televisiefilm, 1993) - Mervyn Kihn
- The Trial (1993) - Verpatser
- The Baby of Mâcon (1993) - The Father Confessor
- Cracker Televisieserie - Mr. Hennessy, Sr. (Afl., The Mad Woman in the Attic, 1993)
- Kurtulus (Mini-serie, 1994) - Lord Curzon
- Dandelion Dead (Mini-serie, 1994) - CI Crutchett
- Three Seven Eleven Televisieserie - Scheidsrechter Sam (Afl. onbekend, 1993-1994)
- The Detectives Televisieserie - Broeder Ryan (Afl., Witness, 1994)
- White Angel (1994) - Inspecteur Taylor
- No Escape (1994) - Killian
- Pat and Margaret (Televisiefilm, 1994) - Billy
- The World of Peter Rabbit and Friends Televisieserie - Tommy Brock (Afl., The Tale of Mr. Tod, 1995, stem)
- Harry Televisieserie - DCI Todd (Episode 2.7, 1995)
- Zoya (Televisiefilm, 1995) - Feodor
- Casualty Televisieserie - Jerry Hunter (Afl., Night Moves, 1996)
- Ruth Rendell Mysteries Televisieserie - Ray Brannel (Afl., A Case of Coincidence, 1996)
- The Famous Five Televisieserie - Block (Afl., Five Go to Smuggler's Top: Part 1 & 2, 1996)
- The Wind in the Willows (1996) - The Sentry
- Red Dwarf Televisieserie - Rogue Simulant (Afl., Beyond a Joke, 1997)
- Preaching to the Perverted (1997) - Commandant Cope
- FairyTale: A True Story (1997) - Sydney Chalker

- Bibliothèque nationale de France: cb14186443c (data)
- Gemeinsame Normdatei: 106243935X
- International Standard Name Identifier: 0000 0000 5492 3928
- Library of Congress Control Number: no2018050823
- Nationale Bibliotheek van Israël: 987007424542905171
- SNAC: w6n72bx4
- Virtual International Authority File: 78781073
- WorldCat: E39PBJmDdPqjvDDf69JxX7tYfq